# Computadoras de Harvard
Las Computadoras de Harvard fue un grupo de mujeres que realizó significativos avances en la clasificación de datos astronómicos luego de que Edward Charles Pickering (director del Harvard Observatory desde 1877 hasta 1919.) decidiera contratar a mujeres para procesar datos de estrellas. Entre estas mujeres se encontraban Williamina Fleming, Annie Jump Cannon, Henrietta Swan Leavitt y Antonia Maury. Este grupo de mujeres fue conocido como las Computadoras de Harvard, aunque en aquel entonces la comunidad científica las llamaba despectivamente el "Harén de Pickering"

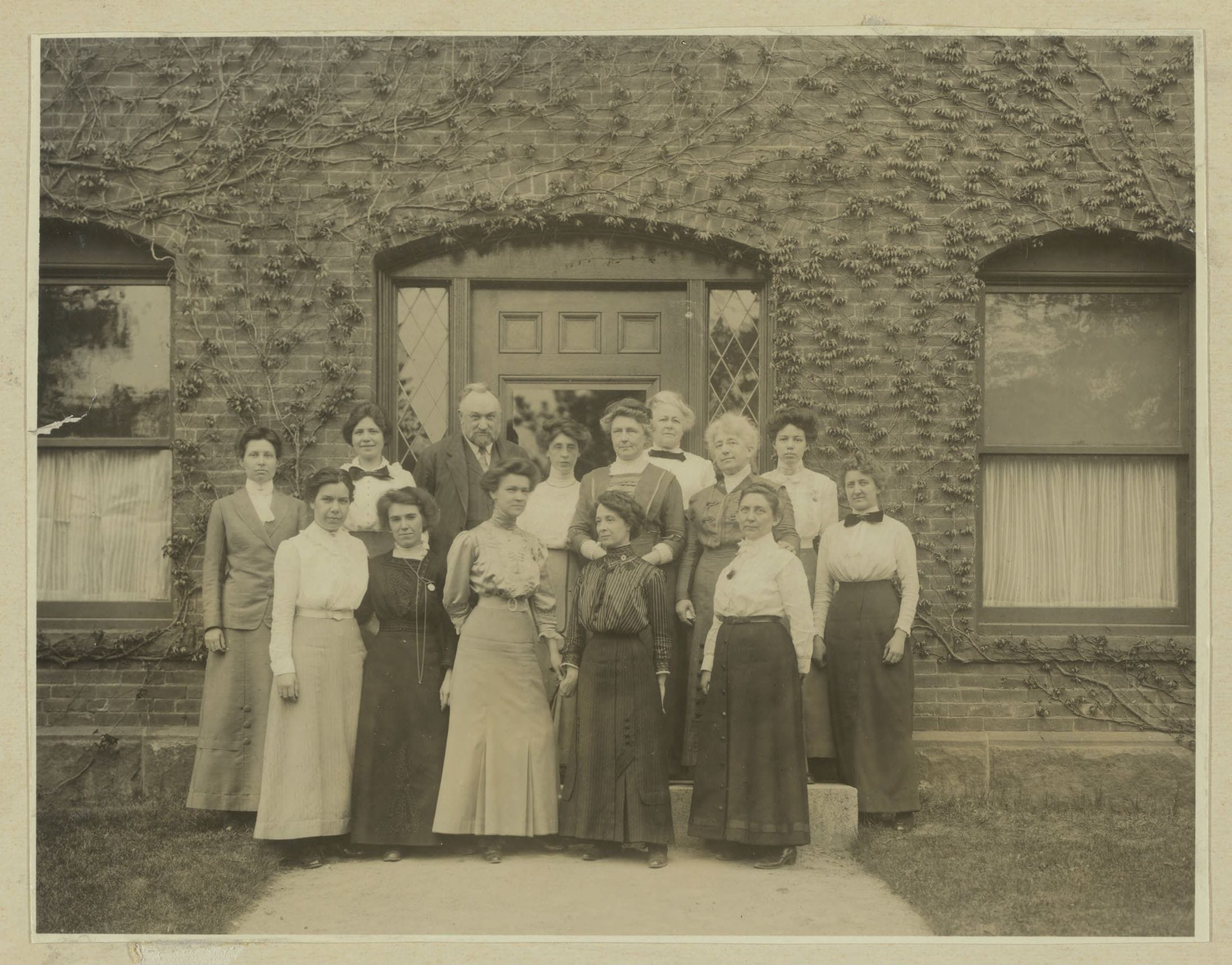
Pickering y sus "Computadoras" parados frente al edificio C en el Harvard College Observatory, 13 de mayo de 1913.

Fueron diversos los factores que llevaron a Pickering a tomar la decisión de contratar mujeres en vez de hombres. Entre ellos estaba el hecho de que las mujeres en esa época percibían un salario considerablemente menor que el de un hombre, con lo cual podía contratar varias mujeres con el mismo dinero que contrataría un solo hombre. Esto fue una consideración importante ya que la cantidad de datos astronómicos que necesitaban procesar sobrepasaba las capacidades del observatorio.
La primera contratada fue Williamina Fleming, quien ya trabajaba como sirvienta para Pickering, y tomó su nueva asignación con mucha eficiencia, por lo que Pickering estaba conforme con su trabajo. Cuando el Harvard Observatory recibió en 1886 una generosa donación de Anna Draper en honor a su difunto esposo Henry Draper, Pickering decidió contratar más mujeres para su personal, poniendo a Fleming como la encargada del grupo.

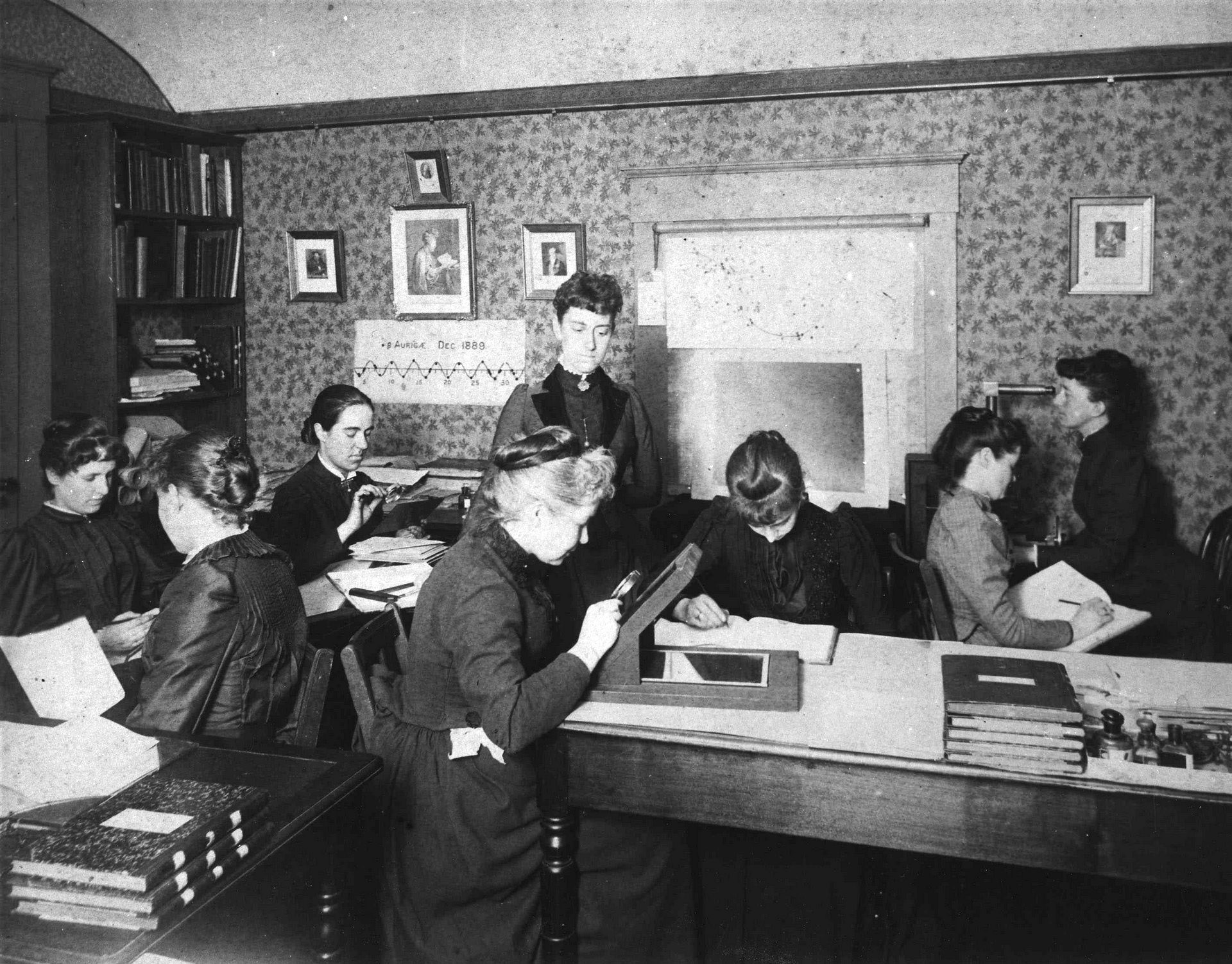
Las Computadoras de Harvard en el trabajo, circa 1890, incluyendo a Henrietta Swan Leavitt (sentada, tercera desde la izquierda), Annie Jump Cannon, Williamina Fleming (de pie en el centro) y Antonia Maury.

El trabajo de estas mujeres al principio era dividirse en pares, en donde mientras una observaba las placas con las fotografías de las estrellas, otra realizaría las anotaciones correspondientes en un libro. Otra de las tareas era también aplicar fórmulas matemáticas para calcular las posiciones y brillo de las estrellas que estaban analizando.
Como resultado del trabajo de las Computadoras de Harvard, Pickering publicó en 1890 el primer Catálogo Henry Draper, con más de 10.000 estrellas clasificadas acorde a su espectro. 
Pickering decidió entonces contratar a Antonia Maury, graduada del Colegio Vassar, para reclasificar algunas de las estrellas. Maury decidió ir más allá, mejorando y rediseñando el sistema de clasificación pero que, finalmente publicado en 1897, fue ignorado por la comunidad científica del momento. Entre los aportes de Antonia Maury se considera una forma que se le ocurrió para describir el tamaño relativo de las estrellas según su espectro.
Luego de esto, Pickering decidió contratar a Annie Jump Cannon, una graduada del Colegio Wellesley, para clasificar las estrellas del hemisferio sur. Al igual que Maury, Cannon también terminó rediseñando el sistema de clasificación del espectro y desarrolló el Esquema de Clasificación de Harvard, el cual es la base del sistema utilizado actualmente.
Henrietta Swan Leavitt observó que todas las estrellas en las Nubes de Magallanes están a casi la misma distancia que la tierra, lo que la llevó a descubrir la directa relación entre el periodo de las  Estrella variable Cefeida y su brillo intrínseco. Este descubrimiento llevó al entendimiento moderno del tamaño del universo, y las Cefeidas Variables siguen siendo la herramienta esencial para medir distancias cosmológicas.
Si bien algunas de las mujeres del personal de Pickering estaban graduadas en astronomía, su salario era similar al de un trabajador masculino sin oficio. Ganaban aproximadamente entre 25 y 50 centavos la hora, más que una mujer trabajando en una fábrica, pero menos que una oficinista.
Annie Jump Cannon
Pickering contrató a Annie Jump Cannon, graduada  en  Wellesley College, para clasificar las estrellas del sur. Mientras estaba en Wellesley, tomó cursos de astronomía con una de las estudiantes estrella de Pickering, Sarah Frances Whiting. Se convirtió en la primera mujer asistente en estudiar estrellas variables por la noche. Estudió la curva de luz de las estrellas variables, lo que podría ayudar a sugerir el tipo y la causa de la variación.
Cannon, además del trabajo realizado por  Antonia Maury, simplificó enormemente el sistema [la clasificación estelar de Pickering y Fleming basada en la temperatura], y en 1922, la Unión Astronómica Internacional adoptó sistema de Cannon como el sistema oficial de clasificación de estrellas. Durante su permanencia de 42 años en el Observatorio de Harvard, que terminó solo un año antes de su muerte, en 1919, Pickering recibió muchos premios, incluida la Medalla Bruce, el mayor honor de la Sociedad Astronómica del Pacífico.
El Harvard Classification Scheme  de Cannon es la base del conocido sistema  O B A F G K M de hoy en día. También clasificó las estrellas variables en tablas para que pudieran identificarse y compararse más fácilmente. Estos sistemas conectan el color de las estrellas con su temperatura.
Annie Jump Cannon fue la primera mujer científica en ser reconocida por muchos premios y títulos en su campo de estudio. Fue la primera mujer en recibir un doctorado honorario de la Universidad de Oxford y la Medalla Henry Draper de la Academia Nacional de Ciencias, y la primera mujer oficial de la Sociedad Astronómica Estadounidense. Cannon pasó a establecer su propio premio Annie Jump Cannon para mujeres en trabajo posdoctoral.